# Adelaida de Hohenlohe
Adelaida de Hohenlohe (Langenburg, Alemanya, 20 de juliol de 1835 - Dresden, 25 de gener del 1900) fou la segona filla del príncep Ernest I de Hohenlohe-Langenburg i de la princesa Feodora de Leiningen, i neboda de la reina Victòria I del Regne Unit.

## Matrimoni i fills
El 1852, poc després de convertir-se en emperador de França, Napoleó III va proposar als pares de l'Adelaida casar-se amb ella, que aleshores tenia 16 anys, amb la intencionalitat d'afavorir les seves aliances internacionals. Però els temors al rebuig que podia crear aquest casament entre la població britànica van fer que es desestimés la proposta.
L'11 de setembre de 1856 Adelaida es va casar amb Frederic de Schleswig-Holstein-Sondenburg-Augustenburg, i van tenir set fills: 
- Frederic, Príncep de Schleswig-Holstein-Sonderburg-Augustenburg (3 d'agost de 1857 - 29 d'octubre de 1858).
- Augusta Victòria de Schleswig-Holstein-Sondenburg-Augustenburg (22 d'octubre de 1858 - 11 d'abril de 1921). Casada amb Guillem II de Prússia.
- Princesa Carolina Matilde de Schleswig-Holstein-Sonderburg-Augustenburg (25 de gener de 1860 - 20 de febrer de 1932). Casada amb Frederic Ferran, Duc de Schleswig-Holstein-Sonderburg-Glücksburg.
- Gerard, Príncep de Schleswig-Holstein-Sonderburg-Augustenburg (20 de gener - 11 d'abril de 1862).
- Ernest Gunther, Duc de Schleswig-Holstein (11 d'agost de 1863 - 21 de febrer de 1921).
- Lluïsa Sofia de Schleswig-Holstein-Sonderburg-Augustenburg (8 d'abril de 1866 - 28 d'abril de 1952). Casada amb el príncep Frederic Leopold de Prússia.
- Feodora Adelaida, Princesa de Schleswig-Holstein-Sonderburg-Augustenburg (3 de juliol de 1874 - 21 de juny de 1910).